# Estación de Tortosa-Ferrerías
Tortosa-Ferrerías fue una estación de ferrocarril situada en el municipio español de Tortosa, en la provincia de Tarragona. En la actualidad no se conservan las instalaciones ferroviarias. 

## Historia
La estación formaba del nunca completado ferrocarril del Val de Zafán, que estuvo en servicio entre 1942 y 1973. El ferrocarril llegaba hasta el municipio de Tortosa, donde se bifurcaba con la línea Valencia-Tarragona, si bien originalmente estaba proyectado que el ferrocarril llegase hasta la población costera de San Carlos de la Rápita. Las instalaciones de Tortosa-Ferrerías estaban clasificadas como apartadero y cargadero ferroviario. En la actualidad no se conserva la estación.